# NewBe
NewBe is een Nederlands productiehuis dat opgericht is door Jeroen Koopman. Het vergaarde wereldwijde bekendheid met de reboot van Heartbreak High op Netflix die het produceerde in samenwerking met Fremantle. Het bedrijf produceert onder andere portretten van bekende personen, zoals Loiza Lamers en Yolanthe Cabau, maar ook televisieseries en bioscoopfilms.

## Producties
| NewBe producties                 | NewBe producties | NewBe producties | NewBe producties                                                    |
| Titel                            | Zender/Platform  | Lancering        | Met medewerking van                                                 |
| -------------------------------- | ---------------- | ---------------- | ------------------------------------------------------------------- |
| Ali Bouali                       | Videoland        | 2021             | Ali B                                                               |
| Altijd Al Loiza                  | Videoland        | 2021             | Loiza Lamers                                                        |
| Bait                             | NPO 3            | 2021             |                                                                     |
| Bizzey                           | Videoland        | 2019             | Bizzey                                                              |
| Gewoon Boef                      | Videoland        | 2020             | Boef                                                                |
| Famke Louise                     | Videoland        | 2018             | Famke Louise                                                        |
| Giel: Dromen zonder grenzen      | Amazon Prime     | 2023             | Giel de Winter                                                      |
| Heartbreak High                  | Netflix          | 2022             |                                                                     |
| Herres                           | NPO 3            | 2021             |                                                                     |
| Kees Flodder                     | n.n.b.           | 2025             | [ 3 ]                                                               |
| Lekker met de meiden             |                  | 2021             | Onder andere Roos Dickmann en Stefanie van Leersum                  |
| Like Monica                      | Videoland        | 2020             | Monica Geuze                                                        |
| Meskina                          |                  | 2021             | Onder andere Maryam Hassouni en Soundos El Ahmadi                   |
| Mijn kleine grote broer          | NPO              | 2021             |                                                                     |
| Misfit                           | Netflix          | 2021             | Onder andere Djamila, Niek Roozen, Jolijn Henneman en Bente Fokkens |
| Rico: Dream Big                  | Amazon Prime     | 2022             | Rico Verhoeven                                                      |
| Ronnie: De familie Flex          | Videoland        | 2022             | Ronnie Flex                                                         |
| Ronnie: Voor altijd samen        | Videoland        | 2021             | Ronnie Flex                                                         |
| Singletown                       | HBO Max          | 2019             |                                                                     |
| Suzan & Freek: Tussen jou en mij | Netflix          | 2023             | Suzan & Freek                                                       |
| Toon                             | Netflix          | 2016             |                                                                     |
| Yolanthe                         | Netflix          | 2024             | Yolanthe Cabau                                                      |